# ナイル短歌工房
ナイル短歌工房（ナイルたんかこうぼう）は、日本の短歌結社。前田夕暮、香川進（短歌結社「地中海」主宰）の流れを汲む。神奈川県茅ヶ崎市に本部を置く。

## 略歴
1997年（平成9年）設立。月刊の短歌結社誌『ナイル』（創刊：甲村秀雄）を発行した（1998年（平成10年）-2020年）。2021年（令和3年）より、後継誌『現代短歌ナイル』を発行。
現代表は住谷眞（1957年、香川生まれ）。グループ制を採用。会員数は88名（2011年時点）。その後、40名（2022年現在）。

## 活動状況
- 『現代短歌ナイル』（月刊）の発行。
- 全国大会（年1回、8月）の開催。
  - 第23回ナイル全国大会を、2022年7月20日～22日に開催（静岡県伊東市）。
- 創刊150号の記念出版として会員のアンソロジーを作成。
- 特別企画として＜吟行…悠久の王国タイを旅する＞を実施。
- カルチャーセンターへの講師の派遣。

## グループ一覧
- 風グループ
- グルウプ十字路
- 埼玉支社
- 東京支社
- ぱとすの会
- グループ四季
- 三河・翡翠の会
- 鎌倉支社
- 土の会
- 三河支社
- グループ星のしずく
- 青葡萄グループ
- 筑紫野短歌会
- ナイル短歌工房